# أندي إيتكن (لاعب كرة قدم)
أندي إيتكن (بالإنجليزية: Andy Aitken)‏ هو لاعب كرة قدم بريطاني، ولد في 2 فبراير 1978 في دامفريس ‏ في المملكة المتحدة. لعب مع كوين أوف ساوث ونادي آير يونايتد ونادي سلتيك نايشون.

## وصلات خارجية
- أندي إيتكن على موقع قاعدة بيانات كرة القدم.إي يو (الإنجليزية)
- أندي إيتكن على موقع Soccerbase.com (لاعب) (الإنجليزية)